# Београд ноћу
Београд ноћу је југословенски филм из 1981. године. Режирао га је Станко Црнобрња који је и написао сценарио.

## Улоге
| Глумац    | Улога              |
| --------- | ------------------ |
| Неца Фалк | гостујућа певачица |